# 彭公乡
彭公乡是中国陕西省咸阳市长武县下辖的一个乡。

## 行政区划
彭公乡下辖以下行政区：
彭南村、彭北村、方庄村、丰头村、孝村、孝席村、大兴村、鸦儿沟村、东大吉村、马坊村、高家坡村、石家河村、杨家河村、曹胡村